# Polyxena Nestorowna Schischkina-Jawein

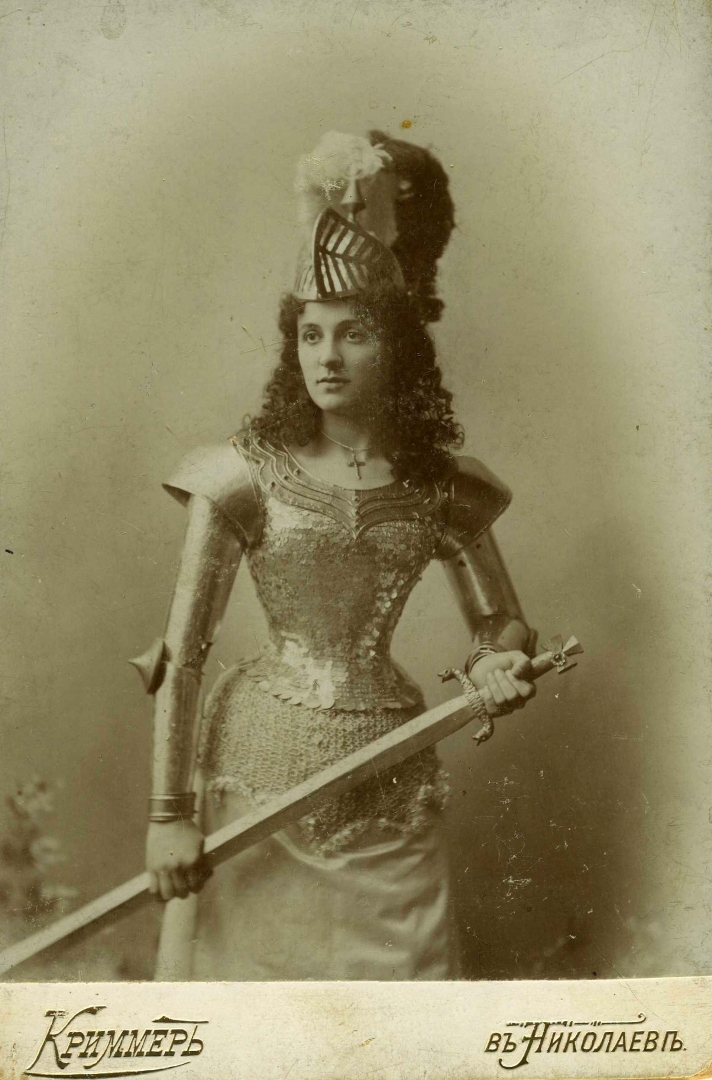
Polyxena Nestorowna Schischkina-Jawein

Polyxena Nestorowna Schischkina-Jawein, geboren Polyxena Nestorowna Schischkina, (russisch Поликсена Несторовна Шишкина-Явейн, урож. Поликсена Несторовна Шишкина; * April 1875 in Nikolajew; † März 1947 in Leningrad) war eine russische bzw. sowjetische Ärztin und Suffragette.

## Leben
Polyxena Schischkina war die Tochter eines Kapellmeisters und studierte nach häuslicher Erziehung ab 1897 am St. Petersburger Frauen-Medizin-Institut mit Abschluss 1904. Sie hatte 1900 den Professor der St. Petersburger Medico-Chirurgischen Akademie Georgi Juljewitsch Jawein geheiratet.
Schischkina-Jawein wurde 1907 Vorsitzende der Allrussischen Liga für Gleichberechtigung der Frauen, deren Politik sie konkretisierte. Das Ziel der allgemeinen Demokratisierung ersetzte sie durch die Forderung des Frauenwahlrechts auf der Gesetzgebungsebene. Sie veröffentlichte Artikel in der Zeitschrift Jus Suffragii der International Alliance of Women. Die Liga wurde die größte und einflussreichste politische Frauenorganisation in Russland. Sie organisierte 1912 den 1. Allrussischen Kongress für Frauenbildung. Sie trat mit einer Rede in der Staatsduma auf.
Während des Ersten Weltkriegs führte Schischkina-Jawein Medizin-Kurse durch, arbeitete im Krankenhaus für Soldaten und half bei der Organisation von Speisehäusern und Frauenhäusern. Nach der Februarrevolution 1917 organisierte sie im März 1917 mit Wera Figner eine Frauendemonstration mit der Forderung nach Bürgerrechten, zu der 40.000 Frauen kamen. Für die Wahl zur Russischen konstituierenden Versammlung stand sie an der Spitze der Liste der Ostrow-Abteilung der Allrussischen Liga für Gleichberechtigung der Frauen im Gouvernement Pskow.
Nach der Oktoberrevolution verließ Schischkina-Jawein mit der Familie St. Petersburg und kam ins nun unabhängige Estland. Dort durfte sie ihren Arzt-Beruf nicht ausüben.
Nach dem Tod ihres Mannes kehrte Schischkina-Jawein infolge ihrer Mittellosigkeit mit ihren beiden Kindern 1920 nach Petrograd zurück und arbeitete als Laborantin in der Otschakowo-Frauenklinik. Am 12. April wurde sie verhaftet und zu drei Jahren Verbannung verurteilt. Sie überlebte im blockierten Leningrad.
Schischkina-Jawein hatte zwei Kinder. Igor Jawein (1903–1980) war Architekt. Alla Jawein (* 1902) hatte den Geokryologen Nikolai Zytowitsch geheiratet.
Schischkina-Jawein starb im März 1947 in Leningrad und wurde auf dem Nikolaus-Friedhof des Alexander-Newski-Klosters begraben.